# Yanyang
Yanyang (kinesiska: 雁洋) är en köping i sydöstra Kina. Den ligger i stadsdistriktet Meixian i staden Meizhou i provinsen Guangdong, omkring 340 kilometer nordost om provinshuvudstaden Guangzhou. Antalet invånare är 25 355. Befolkningen består av 12 697 kvinnor och 12 658 män. Barn under 15 år utgör 15,0 %, vuxna 15-64 år 71 %, och äldre över 65 år 13,0 %.